# Cuatro santos en tres actos
Cuatro santos en tres actos (título original en inglés, Four Saints in Three Acts) es una ópera en un prólogo y cuatro actos con música de Virgil Thomson y libreto en inglés de Gertrude Stein. Escrita en 1927-8, contiene alrededor de 20 santos y tiene al menos cuatro actos. Totalmente innovadora en su forma, contenido y elenco todo formado por negros, con cantantes dirigidos por la directora coral negra Eva Jessye y apoyada por su coro.
Thomson sugirió el tema, y el libreto tal como se presentó puede leerse en las obras completas de Stein. La ópera se centra en dos santos españoles del siglo XVI, el anterior soldado Ignacio de Loyola y la mística Teresa de Ávila—así como sus colegas, reales e imaginarios: San Plan, Santa Dote, San Trama, San Chávez, etc.  Thomson decidió dividir el papel de santa Teresa entre dos cantantes, "Santa Teresa I" y "Santa Teresa II",  y añadió presentador y presentadora (Compère y Commère- literalmente compadre y comadre, los padrinos) para cantar las direcciones escénicas de Stein.

## Argumento
Después de que el coro cante un preludio, el Acto I se desarrolla en la catedral de Ávila; se titula "Santa Teresa medio dentro medio fuera". El acto II, "Podrían ser montañas si no fuera Barcelona", implica un telescopio y miradas de una mansión celestial. El Acto III, "San Ignacio y uno de dos literalmente" es un pícnic y contiene la famosa aria de Ignacio "Pigeons on the grass alas" (Palomas en la hierba). Acaba con un ballet semejante a un tango. El breve Acto IV ("Las hermanas y los santos reunidos y representando por qué se marcharon para quedarse") se ambienta en el jardín de un monasterio. Antes de que caiga el telón, el Compadre anuncia "Último acto", y el coro responde "Which is a fact" (Lo que es un hecho).

## Elenco del estreno
El elenco de la producción original incluyó:
- Edward Matthews como "San Ignacio" (barítono).
- Beatrice Robinson-Wayne como "Santa Teresa I" (soprano).
- Bruce Howard como "Santa Teresa II" (contralto).
- Embry Bonner como "San Chávez" (tenor).
- Bertha Fitzhugh Baker como "Santa Dote" (soprano).
- Randolph Robinson como "San Plan".
- Abner Dorsey como "el Compadre" (bajo).
- Altonnell Hines como "la Comadre" (mezzo).
- Ruby Greene.
- Inez Matthews (hermana de Edward Matthew).
- Charles Holland.
- El Coro de Eva Jessye, dirigido por Eva Jessye.

## Producciones
Representada por vez primera en el Wadsworth Atheneum de Hartford (7 de febrero de 1934), Cuatro santos en tres actos se estrenó en Broadway el 20 de febrero de 1934. La ópera destacó porque desafiaba muchas aspectos tradicionales de la ópera. El libreto de Stein se centraba más en una afinidad por los sonidos de las palabras que en presentar una narrativa. La música de Thomson era poco convencional en su verdadera simplicidad.  La pionera de la música negra Eva Jessye dirigió a los cantantes y a su coro en la producción. La producción en sí, sin embargo, la dirigió John Houseman, quien tenía 31 años de edad y que sólo recientemente había prestado atención al teatro después de una carrera como especulador en el teatro internacional del grano.
Los atractivos escenarios de la primera producción, diseñados por la artista Florine Stettheimer, incluyeron telones de celofán, y los vestidos, también de Stettheimer, eran de encaje colorido, seda y tafetán.  Frederick Ashton proporcionó la coreografía (después de que George Balanchine rechazara el trabajo).   
También fue inusual representar santos europeos con un elenco de afroamericanos, para lo que no había precedente en la historia estadounidense. Estos elementos tan poco convencionales llevaron a una exitosa y bien recibida primera producción.[cita requerida]  Mientras que los críticos se mostraron divididos, el público aceptó el mundo de fantasía creado por los cantantes, que pronunciaron vívidamente las palabras y las melodías dadas a sus personajes santos.
La ópera se representaría más adelante como un oratorio de concierto, como en dos retransmisiones radiofónicas de 1942 y 1947. Interpretaciones escénicas fueron producidas en 1952 y 1973.  En 1981, una versión de concierto de Nueva York fue interpretada para la celebración del 85 cumpleaños de Thomson. Para esta interpretación, Betty Allen, Gwendolyn Bradley, William Brown, Clamma Dale, Benjamin Matthews, Florence Quivar y Arthur Thompson cantaron los papeles principales.
También ha habido representaciones por parte de Robert Wilson y el coreógrafo Mark Morris, quien creó una pieza de danza.
Esta ópera rara vez se representa en la actualidad; en las estadísticas de Operabase Archivado el 14 de mayo de 2017 en Wayback Machine. no aparece entre las óperas representadas en el período 2005-2010.